# Igrane
Igrane falu Horvátországban, Split-Dalmácia megyében. Közigazgatásilag Podgorához tartozik.

## Fekvése
Makarska központjától 17 km-re, községközpontjától 9 km-re délkeletre Közép-Dalmáciában, a Biokovo-hegység lejtői alatt a tengerparton, az Adria-parti főút mentén, a makarskai riviérán fekszik. A hegység meredek lejtőin álló régi házai teljes összhangban vannak a település újabban épített tengerparti részeivel. A település képét a plébániatemplom karcsú, magas tornya uralja.

## Története
Igrane területe a régészeti leletek tanúsága szerint már a történelem előtti időkben is lakott volt. A térség első ismert népe az illírek egyik törzse a dalmátok voltak, akik a magaslatokon épített, jól védhető erődített településeikben laktak. A rómaiak hosszú ideig tartó harcok után csak az 1. században hódították meg ezt a vidéket. Az illírek elleni 9-ben aratott végső győzelem után békésebb idők következtek. A római uralom emlékei a település temetőjének területén talált római szarkofágok. A 7. században a horvát törzsek egyikeként a neretvánok telepedtek le a tengerpart, valamint a Cetina és Neretva folyók közti területen. Őket a 9. századtól említik a velencei források, mint olyan népet amely kalóztámadásokkal a velencei hajókat fosztogatja. A horvát állam 10. századi megalapítása után a neretvánok szoros szövetségben álltak a horvát uralkodókkal. A velenceiek a szabad hajózás érdekében kénytelenek voltak adót fizetni a horvátoknak. A 11. században a neretvánok által uralt terület is a horvát-magyar királyok fennhatósága alá került. A 12. században hajóhaduk Omiš urait a Kačić nemzetséget szolgálta. Ebben az időben építették a Szent Mihály templomot, mely az egész makarskai riviéra legrégibb temploma.
Igrane első említése 1466-ban történt Stjepan Kosača herceg oklevelében. A török a 15. század végén szállta meg ezt a vidéket. A török uralom idején a lakosság lelki szolgálatát a zivogošćei ferencesek látták el. A térség 1684-ben szabadult fel végleg a több mint kétszáz éves török uralom alól. Ezután Velencei Köztársaság része lett. A török uralom végével a környező településekkel együtt újra benépesült. A lakosság halászattal, földműveléssel, főként olajbogyó termesztéssel foglalkozott, de a határhoz közeli fekvésénél fogva eleinte még gyakran kellett részt vennie a velencei-török összecsapásokban. A velencei uralomnak 1797-ben vége szakadt és osztrák csapatok vonultak be Dalmáciába. 1806-ban az osztrákokat legyőző franciák uralma alá került, de Napóleon lipcsei veresége után 1813-ban újra az osztrákoké lett. 1857-ben 529, 1910-ben 674 lakosa volt. 1918-ban az új szerb-horvát-szlovén állam, majd később Jugoszlávia része lett. A település a háború után a szocialista Jugoszláviához került. Az Adria-parti főút megépítése fellendítette a turistaforgalmat. A magasabban fekvő településrészek lakói fokozatosan leköltöztek a partközeli részekre, ahol új házak épültek. 1991 óta a független Horvátországhoz tartozik. 2011-ben 399 lakosa volt, akik főként a turizmusból éltek.

## Lakosság
| Lakosság változása | Lakosság változása | Lakosság változása | Lakosság változása | Lakosság változása | Lakosság változása | Lakosság változása | Lakosság változása | Lakosság változása | Lakosság változása | Lakosság változása | Lakosság változása | Lakosság változása | Lakosság változása | Lakosság változása | Lakosság változása |
| ------------------ | ------------------ | ------------------ | ------------------ | ------------------ | ------------------ | ------------------ | ------------------ | ------------------ | ------------------ | ------------------ | ------------------ | ------------------ | ------------------ | ------------------ | ------------------ |
| 1857               | 1869               | 1880               | 1890               | 1900               | 1910               | 1921               | 1931               | 1948               | 1953               | 1961               | 1971               | 1981               | 1991               | 2001               | 2011               |
| 529                | 651                | 607                | 711                | 627                | 674                | 790                | 533                | 444                | 416                | 390                | 337                | 313                | 427                | 480                | 399                |

## Nevezetességei
- A Rózsafüzér királynője tiszteletére szentelt plébániatemploma amint az a bejárat feletti bevésett feliraton is látható 1752-ben épült. 1906-ban megújították, 1939-ben két oldalkápolnával bővítették. Így latin kereszt alaprajzú lett. A márványból készített főoltáron kívül a kápolnákban is márvány oltárok találhatók, melyek a Rózsafüzér királynője és Szent Antal tiszteletére van szentelve. A hajóban Jézus szíve tiszteletére szentelt, kőből épített oltár áll, míg vele szemben a falmélyedésben Szent Antal szobra látható. A templom egy 18. századi ezüst velencei körmeneti keresztet és egy régi fa feszületet őriz. A templom mellé 1925-ben építették a magas harangtornyot, melyet Nikola Perić tervezett a spliti Szent Dujam templom harangtornya alapján. A toronyban négy harang, rajta pedig toronyóra található. A harangtorony látható a település pecsétjén is.
- A Mihály arkangyal templom[4] az egész makarsaki riviéra legrégibb temploma. Építési módja és stilisztikai jegyei alapján építését a 11. század végére, vagy a 12. század elejére teszik. A kisméretű, szabálytalanul faragott kövekből épített templomot vakolat fedi. A homlokzat feletti harangtorony egy harang számára készült. A kívülről háromhajós román stílusú templomnak látszó, de valójában egyhajós, dongaboltozatú templom a maga nemében egyedülálló nemcsak a makarskai tengermelléken, hanem egész Dalmáciában is. Az épületet kőlapok fedik. Oltára egy kőtalapzaton nyugvó kőlap. Hosszú évszázadokig volt a település plébániatemploma, de ilyen minőségében csak 1633-ban említik először, amikor új harangját Velencében megvásárolták. A templomot 1962-ben földrengés rongálta meg, de még abban az évben állami támogatással helyreállították és falait vasalással erősítették meg.
- A település közelében található Zalina kula toronyvára,[5] mely a kandiai háború idején 1668-ban épült és a törökellenes harcokra emlékeztet. Ennek kiemelkedő alakja volt Zale, azaz valódi nevén Ivan Antičić, akiről a tornyot elnevezték. Zale 1692-ben a törökkel vívott csatában esett el az akkori velencei-török határnál Zadvarjénál. A több száz éves toronyvár ma is jó állapotban áll.
- A település déli részén, a kikötő közelében építették 1760-ban a Šimić-Ivanišević család barokk nyaralóját.[6] A kastélyt a makarskai Ivanišević család építtette egy korábbi, 17. századi épület átépítésével, majd később házasság révén a Šimić és Morović családok birtokába került. A neo stílusú kétszintes ház főhomlokzata dél felé néz, széles oromzattal. Az épület faragott kőből épült, a homlokzatok pedig vakoltak.

## Galéria
- Igrane látképe
- A kikötő
- Utcarészlet
- A plébániatemplom tornya
- Tengerparti látkép
- Tengerparti látkép